# August von Veit
Pour les articles homonymes, voir Veit.
August von Veit (né le 18 août 1861 à Rostock et mort le 15 février 1927 à Deyelsdorf) est un avocat administratif allemand et député du Reichstag.

## Biographie
Veit étudie au lycée Beethoven de Bonn (de) de 1871 à 1878. Après son diplôme d'études secondaires, il étudie les sciences naturelles à l'Université de Tübingen en 1878/79. En 1879, il est accepté dans le Corps Suevia Tübingen (de). Il passe ensuite à des études de droit à l'Université rhénane Frédéric-Guillaume de Bonn (1879-1881) et à l'Université Frédéric-Guillaume de Berlin (1881/82). Le 1er décembre 1882, il réussit le premier examen juridique au Kammergericht de Berlin, du 31 janvier 1883 au 31 janvier. En mars 1884, il est avocat stagiaire au tribunal de district de Demmin en Poméranie et à partir du 1er avril 1884 à fin avril 1885 au tribunal de district de Berlin I. Le 5 mai 1885, il est nommé stagiaire du gouvernement auprès du gouvernement à Trèves, où il est employé de mai à fin octobre 1885. À partir de 1. De novembre 1885 à décembre 1887, il fait partie du gouvernement à Potsdam et du bureau de district de l'arrondissement d'Havelland-de-l'Ouest à Rathenow et du maire de Potsdam. Le 14 juillet 1888, il réussit le deuxième examen d'État pour le service administratif supérieur et le 27 juillet 1888, il est nommé assesseur du gouvernement. D'août 1888 à mai 1895, il est assesseur du gouvernement auprès du gouvernement de Magdebourg, à partir du 6 mai 1895, il se voit confier l'administration provisoire du bureau de l'arrondissement de Mohrungen (de). En février 1896, il est nommé administrateur de l'arrondissement. Il est citoyen d'honneur de la ville de Mohrungen et de 1907 à fin 1911 député du parlement provincial de Prusse-Orientale. En tant que Rittmeister de la réserve, il est autorisé à porter l'uniforme de la Landwehr. En tant que membre du Parti conservateur allemand, il représente la 7e circonscription de Königsberg au Reichstag de 1912 à 1918.

## Honneurs
- Ordre de l'Aigle rouge de 3e classe avec boucle
- Ordre royal de la Couronne de Prusse de 3e classe
- Récompense de service prussien de 1re classe